# Мёллер, Ян
Я́нне Бёрье Мёллер (швед. Janne Börje Möller; 17 сентября 1953, Мальмё) — шведский футболист, вратарь.

## Карьера

### В клубах
Большую часть карьеры провёл в «Мальмё», за который выступал 13 лет: с 1971 по 1980 год и с 1984 по 1988. Сыграл за клуб 298 матчей в чемпионате Швеции, забив один гол. По числу игр в лиге за «Мальмё» он занимает 6-е место за всю историю клуба. Всего на счету Яна Мёллера 591 игра в составе «Мальмё» в различных турнирах. Он является пятикратным чемпионом Швеции и семикратным обладателем Кубка страны. На его счету рекорд по числу завоёванных медалей чемпионата Швеции — 14. Также вместе с Йонни Феделем Мёллер является обладателем рекорда по наименьшему числу пропущенных голов за сезон: в 1986 году «Мальмё» пропустил только 11 мячей.
В сезоне 1978/79 «Мальмё» дошёл до финала Кубка чемпионов, где уступил английскому «Ноттингем Форест». Это высшее достижение шведского клубного футбола. Кроме того, так как «Ноттингем» отказался от участия в Межконтинентальном кубке, его место занял «Мальмё», уступив парагвайской «Олимпии».

### В сборной
Был третьим вратарём национальной сборной Швеции на чемпионате мира 1978 года.
Дебютировал в составе сборной 19 апреля 1979 года в товарищеском матче со сборной СССР в Тбилиси, пропустив два гола.

## Достижения
«Мальмё»
- Чемпион Швеции (5): 1974, 1975, 1977, 1986, 1988
- Обладатель Кубка Швеции (7): 1972/73, 1973/74, 1974/75, 1977/78, 1979/80, 1983/84, 1985/86

### Личные
- Футболист года в Швеции: 1979